# ПОРТ
ПОРТ је породица сајтова са културним садржајима за обслуживање корисника интернета са информацијама о културним догађајима. Основан је 1995. године.
Циљ сајтова из породице ПОРТ је да се на више језика дају информације о филмовима, ТВ програмима, театрима, на такав начин, да се могу пронаћи локални програми.

## Кратак историјат
Први „ПОРТ“ је основан у Мађарској у жупанији Фејер, у једном малом селу Чапди 1995. године. Оснивач Жолт Веселовски је покренуо сајт „ПОРТ.ху“, са кредитом од 4.000 евра. То мало предузетништво је данас израсло у најзначајнију базу података у средњој Европи, која има своје сајтове у више земаља и око 350.000 посетилаца дневно. Такође већина садржаја се може пронаћи на више језика.
После успеха у Мађарској, оснивач је 2000. године основао ПОРТ.ро на румунском језику, па у Чешкој Порт.цз (која је некад носила име хоусер.цз) са локалним канцеларијама, за потребе публике. Од 2007. године постоји сајт Порт.ск за Словачку (која је некад носила име култура.ск). Почетком 2008. године је са групом Бертелсман заједно основала своју канцеларију, а сајт КАМО.хр је исто постала члан породице „Порт“, загребачки магазин Градски Пулс исто спада у ту породицу. Српски ПОРТ.рс основан је 2009. године.

## Области културе на српском „ПОРТ"-у ПОРТ. рс
На српској верзији, се могу пронаћи.
1. ТВ програми
2. Програми биоскопа, база података о филмовима, подаци о DVD издањима
3. Програми театара, база података о представама
4. Препоруке

## Чланови породице Порт
- Међународни сајт PORT-network.com
- Србија: PORT.rs
- Хрватска: KAMO.hr
- Мађарска: PORT.hu
- Румунија: PORT.ro
- Словачка: PORT.sk
- Чешка: PORT.cz Архивирано на веб-сајту  (26. новембар 2010)